# NGC 4144
NGC 4144 (również PGC 38688 lub UGC 7151) – galaktyka spiralna z poprzeczką (SBc), znajdująca się w gwiazdozbiorze Wielkiej Niedźwiedzicy. Odkrył ją William Herschel 10 kwietnia 1788 roku.